# Le Malvoulant
 (décembre 2024).
Le Malvoulant est une série de bande dessinée.
- Scénario : Éric Corbeyran
- Dessins et couleurs : Paul Marcel

## Albums
- Tome 1 : Le Don (2006)
- Tome 2 : Le Puits (2007)
- Tome 3 : Le Carnet (2009)

## Présentation
En pleine nuit, sur l'île de Noirmoutier, une étrange cérémonie doit décider qui de quatre nouveau-nés est celui qui possède le don. Le lendemain, la mère du bébé élu est retrouvée en plein marais, assassinée. C'est par ce meurtre que démarre l'histoire du jeune Clément. Un garçon doté de pouvoirs de télékinésie, qui va découvrir tout au long de son enquête que ses pouvoirs vont bien au-delà de ce qu'il imagine.

### Éditeurs
- Delcourt (Collection Conquistador) : tomes 1 et 2 (première édition des tomes 1 et 2).